# Proveniershof (Haarlem)

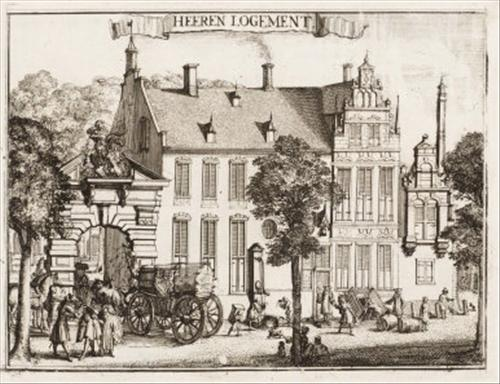
Le Proveniershuis sur une gravure de 1688. Remarquer le porche encore intact à gauche.

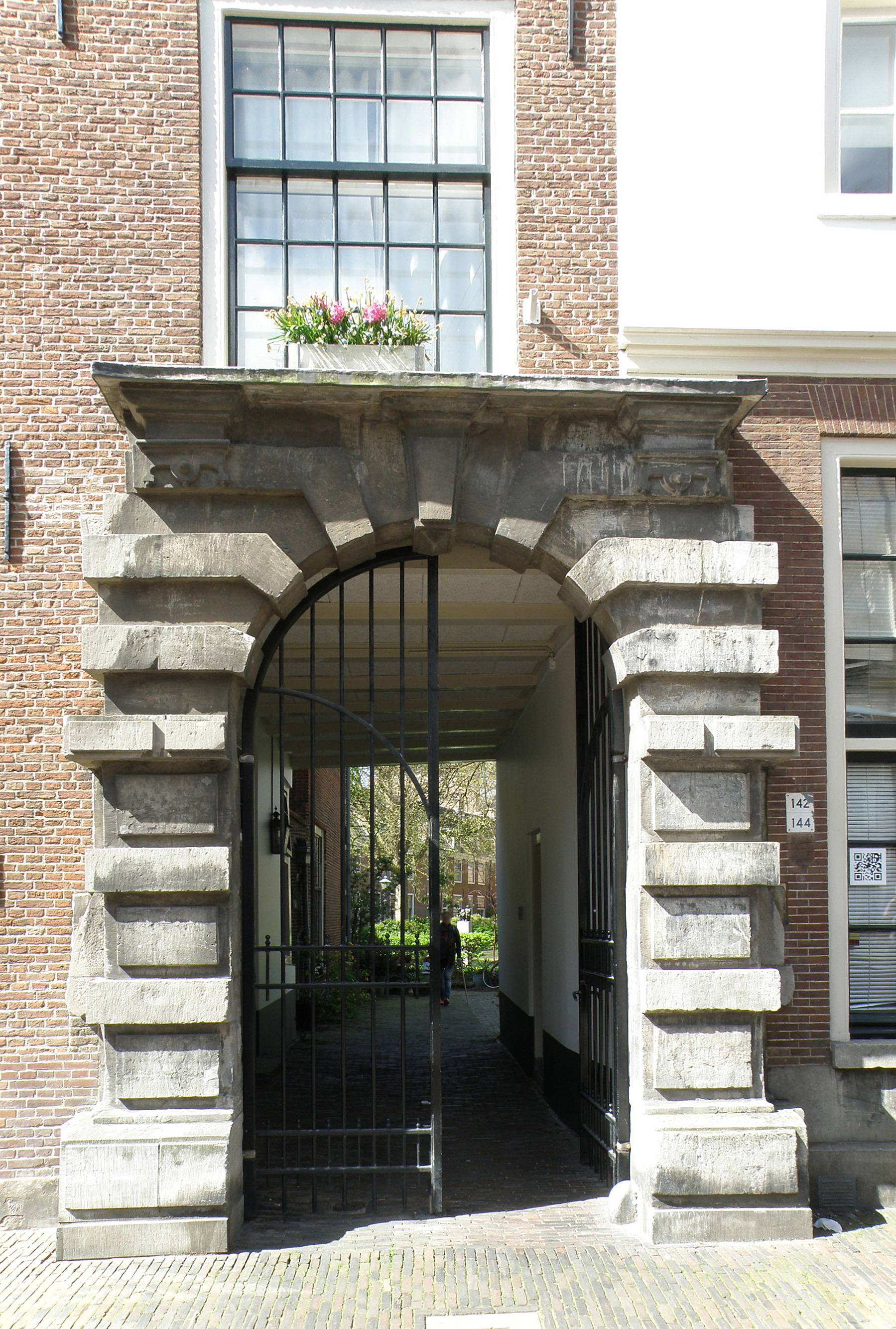
Portail sur la Grote Houtstraat donnant entrée au Proveniershof.

Le Proveniershof est un hofje (hospice) sis dans le sud-ouest de la vieille ville de Haarlem, aux Pays-Bas. Si le site actuel a toute l’apparence et la forme d’un hofje classique, c’est-à-dire qu’il consiste en plusieurs enfilades de maisonnettes contiguës agencées autour d’une cour intérieure rectangulaire herbeuse, et s’il a joué effectivement le rôle d’un tel hofje pendant un certain temps à partir du XIXe siècle, il se différencie cependant des autres hofjes par sa genèse, en ceci qu’il n’a pas été fondé en tant que tel par quelque guilde, riche particulier ou communauté religieuse ; en effet, comme l’atteste le nom même de ce hofje, le bâtiment sur la Grote Houtstraat faisait office autrefois, jusqu’en 1810, de proveniershuis – vieux mot néerlandais désignant un type d’établissement d’hébergement, où l’on pouvait, moyennant acquittement unique d’une somme forfaitaire convenue, bénéficier viagèrement de logis et d’entretien –, et ce n’est qu’ensuite que le Proveniershuis deviendra un hospice de vieillards, et plus tard encore que lui seront adjointes les quatre ailes en retour d’équerre situées derrière et formant avec les corps de bâtiment sur la rue un rectangle fermé. Plus récemment, des appartements y ont été aménagés.

## Historique

### De couvent de religieuses àheerenlogement
Au XVe siècle, l’emplacement du Proveniershof était occupé par un couvent de religieuses catholiques, le couvent Saint-Michel (en néerl. Sint Michiels- ou Sint Michaelsklooster). Trois ans après que les religieuses eurent été chassées de leur couvent à la suite de la prise de pouvoir par les calvinistes en 1578, les bâtiments du couvent ainsi que le terrain qui l’entourait furent attribués par Guillaume d’Orange à la ville de Haarlem en guise de dédommagement pour les dégâts subis par la ville au cours du long siège de Haarlem de 1572 et 1573. La garde civile de Haarlem de Saint Georges (ou schutterij Sint Joris) prit alors possession du terrain, et se servit de la cour de l’ancien couvent pour y effectuer ses exercices de tir. Cela porta à deux le nombre de doelen (litt. buts, cibles, ainsi que ce type de champs de tir étaient nommés à cette époque), dont disposait la ville de Haarlem : les Kloveniersdoelen et les Sint Jorisdoelen. En 1592, le bâtiment de l’ancien couvent fut démoli et remplacé par un doelengebouw neuf : l’actuel édifice renaissance, œuvre de l’architecte municipal Lieven de Key, sis à l’angle des rues Grote Houtstraat et Doelstraat, jouxtant le porche d’entrée et occupant l’angle nord-est du hofje. Cependant, la municipalité de la ville ayant estimé en 1681 qu’un seul doelen suffisait pour les besoins de la schutterij haarlémoise, les doelen Saint-Georges furent remaniés l’année suivante et convertis en heerenlogement, sorte d’auberge pour messieurs.
La plupart des maisonnettes de l’actuel Proveniershof situées à l’arrière de l’édifice renaissance n’avaient au départ, quoique datant également du XVIIe siècle, aucun lien avec ladite auberge, mais étaient la propriété de la ville de Haarlem et destinées à être louées à des particuliers.

### Proveniershuis
Le heerenlogement se révélant peu profitable, l’on résolut de transformer l’auberge en proveniershuis. Provenier est un vieux mot néerlandais désignant une personne vivant de proves, c’est-à-dire de dons charitables ; toutefois, le séjour dans le Proveniershuis n’était pas gratuit, les pensionnaires devant en effet s’acquitter d’un montant forfaitaire, moyennant lequel ils se rendaient titulaires d’un droit de séjour à vie en plus de voir satisfaits leurs besoins élémentaires. Le proveniershuis de la Grote Houtstraat ouvrit ses portes en 1707, et connut initialement un certain engouement, à telles enseignes qu’une liste d’attente dut être établie et qu’on dut faire l’acquisition de logis supplémentaires dans la Doelstraat voisine. Vers la fin du XVIIIe siècle, sa popularité s’amenuisa, et les intendants privilégiaient dorénavant les pensionnaires prêts à louer un logement pour 340 florins par an, nourriture comprise.
Un pensionnaire illustre de ce proveniershuis fut le géant finlandais Daniel Cajanus, qui y séjourna de 1745 jusqu’à sa mort en 1749. Grand de 2,60 mètres, il était capable, disait-on, d’allumer sa pipe à un réverbère. Il fut enterré dans l'église Saint-Bavon de Haarlem.

### Hospice de vieillards
En 1810, sous Bonaparte, plusieurs bâtiments furent mis en réquisition par les autorités françaises à Haarlem afin de permettre aux troupes d’y prendre leurs quartiers. Un de ces bâtiments était l’actuel musée Frans Hals, situé non loin du Proveniershuis, et faisant office jusque-là d’hospice de vieillards (oudemannenhuis) ; ses occupants furent alors transférés au Proveniershuis, lequel allait ainsi servir désormais de oudemannenhuis, de 1810 à 1866. Les logements situés à l’arrière, gardant leur ancienne destination, demeurèrent des logements locatifs ordinaires.

### Proveniershof
En 1866, après que les rangées de maisonnettes autour du jardin à l’arrière eurent été réunies aux corps de logis sur la Grote Houtstraat pour constituer dorénavant un seul ensemble, le Proveniershuis changea son nom en Proveniershof. L’hospice fut agrandi davantage encore en 1882 par l’absorption d’une série de maisonnettes ayant auparavant appartenu à un autre hofje, le Hofje van Oud Alkemade, aussi dénommé Hofje van de Twaalf Apostelen (litt. hospice des Douze-Apôtres), sis Barrevoetesteeg (steeg = ruelle, mais devenue Barrevoetstraat après élargissement), et dont les terrains allaient être intégrés au Proveniershof.

## Aspect et fonction actuels

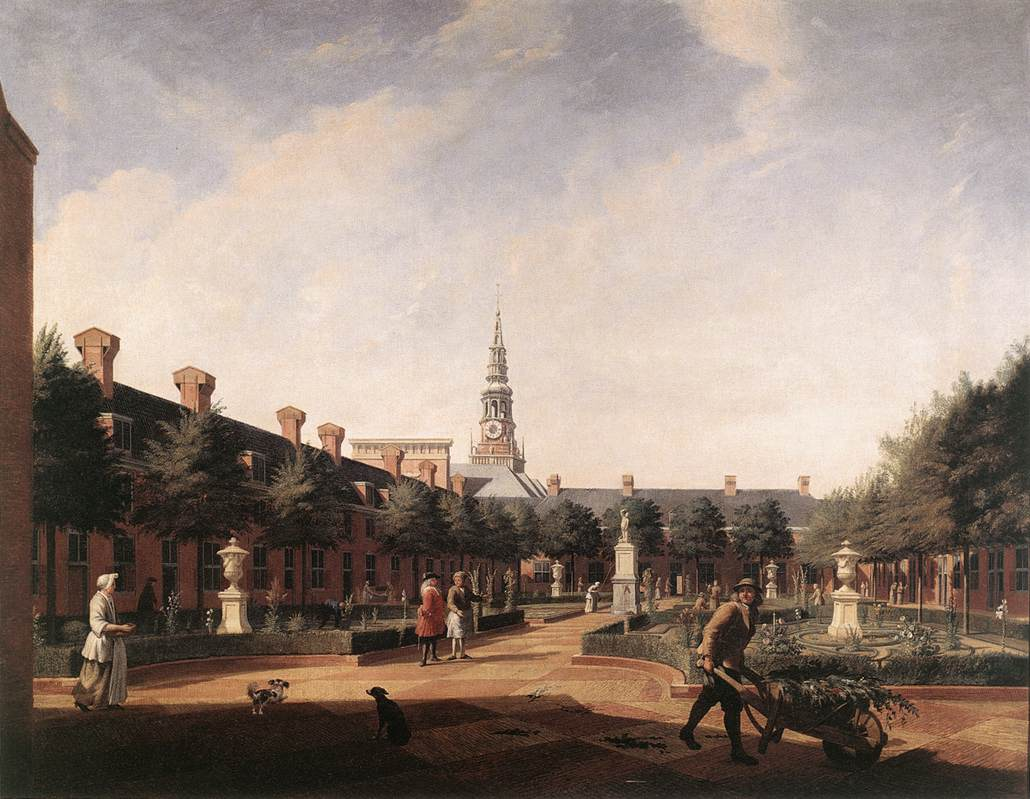
Tableau représentant le jardin du Proveniershuis en 1735, par Vincent Laurensz van der Vinne le Jeune.

Au XXe siècle, l’édifice principal sur la Grote Houtstraat fut réaménagé en appartements, tandis que les logements de l’arrière faisaient également l’objet d’une restauration. Tel quel, le Proveniershof est un hofje de vastes dimensions : la cour intérieure, gazonnée et arborée, forme un jardin rectangulaire de 65m sur 40m env. Les maisonnettes qui bordent cette cour sur ses quatre côtés – abstraction faite de l’angle nord-est, occupé par l’édifice principal – sont de facture très sobre, avec ou sans étage, dotées de lucarnes. De l’édifice principal sur la Grote Hondstraat se signale plus particulièrement le corps de logis situé dans l’angle avec la Doelstraat ; la façade pignon de style renaissance hollandaise, de trois travées et deux niveaux, qu’il présente sur la Grote Houtstraat se remarque par sa riche composition jouant sur le contraste entre pierre de taille blanche d’une part, utilisée pour les moulures, bandes, corniches, chambranles etc., et la brique rouge d’autre part, par les baies à meneaux surmontées d’arcs de décharge géminés dont elle est percée, et par ses rampants ornés d’obélisques, d’ailerons à volutes et d’un petit fronton à son sommet. Perpendiculairement à ce corps de logis, qui héberge aujourd’hui un établissement de restauration, en est adossé un autre, offrant sur la Grote Houtstraat une façade gouttereau semble-t-il fortement remaniée, pourvue notamment d’un enduit. Le porche massif situé à sa gauche, dit Aspoort, à arc plein-cintre et bossages, qui donne entrée au jardin et au hofje proprement dit, a été amputé du fronton brisé qui le surmontait jadis et dont l’entablement portait une sculpture figurant saint Georges à cheval terrassant le dragon.
Le Proveniershof n’ayant pas été, dès son origine, un hospice classique à caractère caritatif, mais d’abord un ensemble d’habitations ordinaires louées à titre onéreux à des particuliers payants, les logements sont relativement spacieux et diffèrent notablement entre eux : le Proveniershof en effet comprend des appartements allant de deux à six pièces, là où les autres hofjes haarlémois ont des habitations d’une ou deux pièces au maximum. Le complexe eut, aussitôt mué en hofje, une population mixte (hommes et femmes) et, compte tenu de la taille de ses logements, peut accueillir également des couples. Y demeure par ailleurs un grand nombre d’artistes, dont le pianiste et compositeur haarlémois Janwillem Lagerwaard. Le Proveniershof est aujourd’hui propriété de la woningcorporatie (asbl de logements sociaux) amstellodamoise Ymere, laquelle donne les appartements en location.